# Хрватска на Светском првенству у атлетици у дворани 2018.
Хрватска је учествовала на 17. Светском првенству у атлетици у дворани 2018. одржаном у Бирмингему од 1. до 4. марта. У свом четрнаестом учешћу на Светским првенствима у дворани до данас, репрезентацију Хрватске представљале су 2 атлетичарке које су се такмичиле у трци на 60 метара препоне.,
На овом првенству такмичарке Хрватске нису освојиле ниједну медаљу али су оствариле један најбољи лични резултат сезоне.

## Учесници
Жене:
- Андеа Иванчевић — 60 м препоне
- Ивана Лончарек — 60 м препоне

### Жене
| Атлетичарка     | Дисциплина   | Лични рекорд | Квалификације  | Квалификације | Полуфинале  | Полуфинале | Финале                | Финале       | Детаљи |
| Атлетичарка     | Дисциплина   | Лични рекорд | Резултат       | Место         | Резултат    | Место      | Резултат              | Место        | Детаљи |
| --------------- | ------------ | ------------ | -------------- | ------------- | ----------- | ---------- | --------------------- | ------------ | ------ |
| Андеа Иванчевић | 60 м препоне | 7,91 НР      | 8,15 КВ        | 3. у гр. 2    | 8,07 (.061) | 4. у гр. 3 | Нису се квалификовале | 11 / 36 (37) |        |
| Ивана Лончарек  | 60 м препоне | 8,06         | 8,16 (.159) КВ | 5. у гр 5     | 8,21 (.208) | 6. у гр. 1 | Нису се квалификовале | 30 / 36 (37) |        |